# Cocorăștii Mislii
Cocorăștii Mislii is een Roemeense gemeente in het district Prahova.
Cocorăștii Mislii telt 3457 inwoners.